# 블루그래스

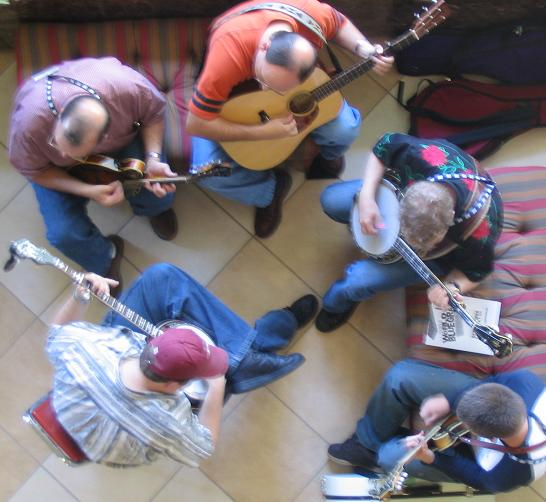

블루그래스(Bluegrass)는 서부 산악 음악을 전기 악기를 쓰지 않고 전통 민속악기만으로 현대화한 형태의 음악이다. 컨트리 앤 웨스턴에서 특이한 위치를 차지하며, 컨트리에 대응하여 블루그래스와 함께 불리기도 한다. 드리 핑거 스타일인 화려한 5현 밴드를 내세우고 바이탈리티와 애수감이 교차된 기이한 매력의 사운드를 자아낸다. 창시자는 빌 먼로이며, 형태가 갖추어진 것은 1947년 경이다. 블루그래스는 원래 먼로의 고향인 켄터키주에서 자라는 풀의 이름으로 켄터키 주의 별명이기도 하며, 먼로의 밴드 이름이기도 하다.